# HD143517
HD143517 — хімічно пекулярна зоря спектрального класу
A3 й має видиму зоряну величину в смузі V приблизно  9,9.